# Новая Роспашь 1-я
Новая Роспашь 1-я — опустевшая деревня в Красноборском районе Архангельской области. Входит в состав Телеговского сельского поселения.

## География
Находится в юго-восточной части Архангельской области на расстоянии приблизительно 12 км на восток-юго-восток по прямой от административного центра района Красноборск на левобережье реки Северная Двина.

## История
В 1859 году здесь (деревня Великоустюжского уезда Вологодской губернии) было учтено 9 дворов.

## Население
Численность населения: 101 человек (1859 год), 2 (русские 50 %, немцы 50 %) в 2002 году, 0 в 2010.